# Rassemblement des groupes républicains et indépendants français
Le Rassemblement des groupes républicains et indépendants français (RGRIF) est un mouvement politique lancé à l'occasion des élections législatives de 1951 par André Liautey, ancien ministre radical-socialiste en rupture de ban.
Plus qu'un véritable parti politique, le RGRIF fut une étiquette commode pour des candidats à la recherche d'une investiture électorale et souhaitant tirer parti du mode scrutin fondé sur les apparentements. Très composite, il regroupa des socialistes, des radicaux, des paysans ou d'anciens PRL peu désireux de rejoindre le Centre national des indépendants et paysans en dépit d'une proximité politique évidente.
Le nom même du mouvement témoigne de cette volonté de regrouper un électorat centriste, se référant à la fois au droitier Rassemblement des gauches républicaines et aux Républicains indépendants, étiquette généralement choisie par les notables modérés au lendemain de la Seconde Guerre mondiale.
Le RGRIF parvint à faire élire plusieurs députés lors des scrutins de 1951 et 1956 ; ceux-ci s'égaillèrent au sein des différents groupes parlementaires de la majorité de Troisième force. Ils se retrouvèrent par la suite au CNIP, à l'Union pour la nouvelle République ou au sein de plus petites formations comme le Centre républicain ou le Parti libéral européen de Jean-Paul David.